# リッターナ
リッターナ（伊: Rittana）は、イタリア共和国ピエモンテ州クーネオ県にある、人口約100人の基礎自治体（コムーネ）。

## 地理

### 位置・広がり
| 隣接するコムーネは以下の通り。 - ベルネッツォ - ガイオーラ - モンテロッソ・グラーナ - ロッカスパルヴェーラ - ヴァルグラーナ - ヴァッロリアーテ |

#### 地震分類
イタリアの地震リスク階級 (it) では、3s に分類される
。

## 行政

### 分離集落
リッターナには、以下の分離集落（フラツィオーネ）がある。
- Bergia, Chesta, Gorré, San Mauro (capoluogo), Scanavasse, Tanara, Tetto Ponte, Tetto Rimet